# Las Cruces (Nuovo Messico)
Las Cruces è il capoluogo della contea di Doña Ana, Nuovo Messico, Stati Uniti. Al censimento del 2010, la popolazione era di 97 618 abitanti, e nel 2018 la popolazione stimata era di 102 296 abitanti, rendendola la seconda città più grande dello stato, dopo Albuquerque. Las Cruces è la città più grande della contea di Doña Ana e del Nuovo Messico meridionale. L'area metropolitana di Las Cruces aveva una popolazione stimata di 213 849 abitanti nel 2017. È la principale città di un'area statistica metropolitana che comprende tutta la contea di Doña Ana e fa parte della ampia area statistica combinata di El Paso-Las Cruces.
Las Cruces è il centro economico e geografico della Mesilla Valley, la regione agricola sulla pianura alluvionale del Rio Grande che si estende da Hatch al lato ovest di El Paso, Texas. Las Cruces è la sede della New Mexico State University (NMSU), l'unica land-grant university del Nuovo Messico. Il principale datore di lavoro della città è il governo federale nei vicini White Sands Test Facility e White Sands Missile Range. I monti Organ, 16 km a est, sono dominanti nel paesaggio della città, insieme ai monti Doña Ana, i monti Robledo e il Picacho Peak. Las Cruces è situata a 362 km a sud di Albuquerque, 77 km a nord-ovest di El Paso, Texas e 74 km a nord del confine messicano a Santa Teresa.
Spaceport America, che ha uffici aziendali a Las Cruces, opera da 89 km a nord e ha completato, con successo, alcuni voli suborbitali con equipaggio a bordo. La città è anche la sede della Virgin Galactic, la prima compagnia al mondo a offrire voli spaziali suborbitali.

## Geografia fisica
Secondo l'Ufficio del censimento degli Stati Uniti, ha una superficie totale di 76,63 mi² (198,47 km²).

## Storia
L'area in cui sorgeva Las Cruces era in precedenza abitata dalla tribù dei Manso, con i Mescalero Apache che vivevano nelle vicinanze. L'area fu successivamente colonizzata dagli spagnoli a partire dal 1598, quando Juan de Oñate rivendicò tutto il territorio a nord del Rio Grande per la Nuova Spagna e in seguito divenne il primo governatore del territorio spagnolo del Nuovo Messico.
L'area rimase sotto il controllo della Nuova Spagna fino al 28 settembre 1821, quando il Primo Impero messicano rivendicò la proprietà. L'area fu anche rivendicata dalla Repubblica del Texas durante questo periodo fino alla fine della guerra messico-statunitense tra il 1846 e il 1848. Il trattato di Guadalupe Hidalgo nel 1848 stabilì che gli Stati Uniti erano proprietari di questo territorio e Las Cruces fu fondata nel 1849 quando l'Esercito degli Stati Uniti espose i piani per la progettazione della città.
Mesilla fu il primo insediamento dell'area, con più di 2 000 abitanti nel 1860, più del doppio di quelli di Las Cruces. Quando la Atchison, Topeka and Santa Fe Railway raggiunse l'area, i proprietari terrieri di Mesilla si rifiutarono di vendere i diritti di passaggio, a differenza dei residenti di Las Cruces, che donarono i diritti di passaggio e il terreno per un deposito a Las Cruces. Il primo treno raggiunse Las Cruces nel 1881. Las Cruces non è stata influenzata così tanto dal treno come altri villaggi, in quanto non era un capolinea o un bivio, ma la popolazione aumentò fino a 2 300 abitanti nel 1880. Las Cruces fu incorporata come città nel 1907.
Pat Garrett è meglio conosciuto per il suo coinvolgimento nella guerra della contea di Lincoln, ma lavorò anche a Las Cruces su un caso famoso, la scomparsa di Albert Jennings Fountain nel 1896.
La New Mexico State University fu fondata nel 1888 ed è cresciuta man mano che cresceva la stessa Las Cruces. La crescita di Las Cruces è stata attribuita all'università, ai lavori governativi e ai pensionati recenti. La fondazione del White Sands Missile Range nel 1944 e del White Sands Test Facility nel 1963 è stata parte integrante della crescita della popolazione. Las Cruces è la città più vicina a ciascuno e fornisce alla forza lavoro di Las Cruces molti posti di lavoro statali ben pagati e stabili. Negli ultimi anni, l'afflusso di pensionati da fuori stato ha anche aumentato la popolazione di Las Cruces.
Negli anni 1960 Las Cruces intraprese un grande progetto di rigenerazione urbana, destinato a convertire il centro storico in un moderno centro urbano. Come parte di questo, la St. Genevieve's Catholic Church, costruita nel 1859, fu rasa al suolo per far posto a un'isola pedonale nel centro. I passaggi pedonali coperti originali sono ora rimossi in favore di una più tradizionale arteria stradale principale.
L'origine esatta del nome della città è sconosciuta. Nel XVIII secolo, un gruppo di sacerdoti, vescovi, colonnello, capitano, 4 cacciatori e 4 coristi furono attaccati nel vicino Rio Grande. Molteplici croci furono erette in loro onore, fornendo il nome di El Pueblo del Jardin de Las Cruces, (la città del giardino delle croci), che successivamente venne abbreviato in Las Cruces. Più tardi, un gruppo di circa 40 viaggiatori che arrivavano lungo il Camino Real de Tierra Adentro morì nelle vicinanze, formando una specie di gruppo di croci. Allo stesso modo, croci su una collina che segnano le tombe dei banditi riecheggiano una vecchia storia della valle di "Los Hermanos". Il nome potrebbe anche essere una traduzione errata degli spagnoli per "incrocio" o "crocevia", poiché cruce, la forma singolare di "crocevia", è maschile e la frase sarebbe Los Cruces.
Il Las Cruces Bowling Alley Massacre avvenne a Las Cruces il 10 febbraio 1990.

## Società

### Evoluzione demografica
Secondo il censimento del 2010, la popolazione era di 97 618 abitanti.
Nel 2018 gli abitanti della città sono saliti a 102 296.

### Etnie e minoranze straniere
Secondo il censimento del 2010, la composizione etnica della città era formata dal 75,3% di bianchi, il 2,4% di afroamericani, l'1,7% di nativi americani, l'1,6% di asiatici, lo 0,1% di oceanici, il 15,3% di altre razze, e il 3,5% di due o più razze. Ispanici o latinos di qualunque razza erano il 56,8% della popolazione.

## Infrastrutture e trasporti
La città è servita dall'Aeroporto Internazionale di Las Cruces, utilizzato per i voli dell'aviazione generale.

## Amministrazione

### Gemellaggi
- Ciudad Lerdo
- Nienburg/Weser